# アンドロスタンジオン
アンドロスタンジオン（Androstanedione）または5α-アンドロスタンジオン（5α-Androstanedione）または5α-アンドロスタン-3,17-ジオン（5α-Androstane-3,17-dione）としても知られる）は、天然のアンドロスタン（5α-アンドロスタン）ステロイドであり、テストステロン、ジヒドロテストステロン（DHT）、デヒドロエピアンドロステロン（DHEA）、アンドロステンジオン等のアンドロゲンの内因性代謝物である。エチオコランジオンのC5エピマー（5β-アンドロスタンジオン）に相当する。アンドロスタンジオンは、5α-還元酵素によってアンドロステンジオンから、また、17β-ヒドロキシステロイドヒドロゲナーゼによってDHTから生成される。若干のアンドロゲン活性がある。

## 参考資料
1. 1 2  http://www.hmdb.ca/metabolites/HMDB0000899
2. ↑  Kenneth L. Becker (2001). Principles and Practice of Endocrinology and Metabolism. Lippincott Williams & Wilkins. pp. 994–. ISBN 978-0-7817-1750-2
3. ↑  Eric S. Orwoll; John P. Bilezikian; Dirk Vanderschueren (30 November 2009). Osteoporosis in Men: The Effects of Gender on Skeletal Health. Academic Press. pp. 296–. ISBN 978-0-08-092346-8
4. ↑  Charles D. Kochakian (6 December 2012). Anabolic-Androgenic Steroids. Springer Science & Business Media. pp. 171–. ISBN 978-3-642-66353-6